# Klička (pletenina)
Klička (anglicky loop, německy Maschenschleife) je základní prvek pleteniny, ze kterého se tvoří očko.Vzniká tak, že se nit odhazuje z jehly spolu s očkem a při tom se nespojuje se stěnami nového očka.
Kličky slouží v pletenině ke vzorování a ovlivnění některých vlastností výrobku (roztažnost aj.). Ve vazbě pleteniny se kličky uplatňují jen jako pomocné prvky, které samy nemohou zajistit provázání nitě.

## Způsob tvorby kličky
V odborné literatuře se uvádějí tři možnosti:
- stlačením niti mezi dvě jehly platinou nebo jinými elementy používané k tvorbě kličky
- stažením niti starou kličkou dolů po jazýčkové jehle – použití na všech zátažných strojích
- obtáčíením niti kolem jehel s pomocí kladecího přístroje na osnovních strojjích[4]

## Druhy kliček

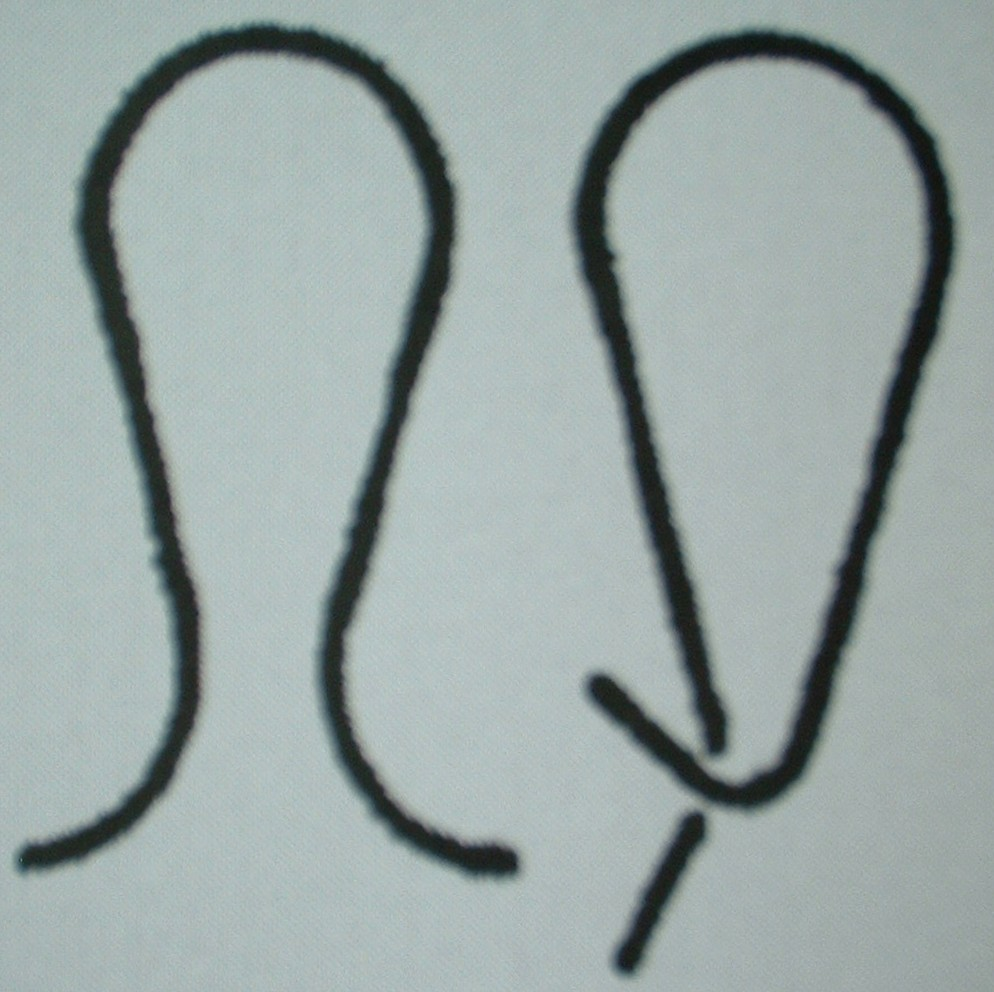
Otevřená a uzavřená klička

Klička otevřená se tvoří při otevřeném kladení nití na jehlu. Otevřeně kladená nit postupuje k další jehle ve stejném směru, v jakém se kladla na jehlu předcházející.
Klička uzavřená je vytvořena při uzavřeném kladení na jehlu.
Uzavřeně kladená nit postupuje k další jehle v opačném směru, v jakém se kladla na jehlu předcházející. Uzavřená klička se často také nazývá smyčka.
Klička záchytná vzniká z nitě na prázdné jehle a tvoří základ sloupku. Řádek záchytných kliček tvoří začátek pleteniny
Klička chytová se vytváří z nitě kladené na jehlu, která se v průběhu pletení neprovlékne očkem
Klička podložená vzniká z nitě, která se neklade na jehlu; jeví se jako rovný úsek nitě
Klička plyšová je část očka nebo chytové kličky, která leží volně ve tvaru obloučku na povrchu pleteniny